# Nathan Jawai
Nathan Jawai (Sídney, 10 de octubre de 1986) es un jugador de baloncesto australiano que con 2,08 metros de altura juega en la posición de pívot. Fue el primer jugador aborigen australiano en jugar en la NBA.
Se le apoda «Aussie Shaq» o «Baby Shaq» debido a su parecido físico con Shaquille O'Neal, aunque insiste en que no se le haga ningún tipo de comparación con O'Neal. Actualmente juega en las filas del Darwin Salties de la NBL1 North australiana.

## Trayectoria deportiva

### Universidad
Viajó a Estados Unidos para jugar en la pequeña universidad de Midland College, donde únicamente disputó 13 partidos, promediando 11,4 puntos, 5,8 rebotes y 1,0 tapones por partido, antes de regresar a su país para jugar profesionalmente.

### Liga Australiana
De vuelta en Australia fichó por los Cairns Taipans de la NBL, donde promedió 17,7 puntos y 9,6 rebotes por partido. Fue el tercer máximo reboteador de la competición, quinto en porcentaje de tiro (57,5%) y noveno en tapones (1,0). Anotó 20 o más puntos en 12 ocasiones, consiguiendo 13 dobles-dobles. Fue elegido por unanimidad como Rookie del Año e incluido en el segundo mejor quinteto de la temporada. Jugó además el All-Star Game, donde consiguió 24 puntos y 12 rebotes, siendo elegido MVP del partido.

### NBA
Fue elegido en la segunda ronda del Draft de la NBA de 2008 por Indiana Pacers. Sin embargo sus derechos fueron inmediatamente traspasados a Toronto Raptors junto con Jermaine O'Neal a cambio de T.J. Ford, Rasho Nesterovic, Maceo Baston y la elección 17 del draft, Roy Hibbert. El 11 de julio firmó contrato garantizado con los Raptors por dos temporadas.
Jugó dos partidos de la liga de verano de la NBA disputada en Las Vegas, en los que promedió 10,5 puntos, 5,5 rebotes y 1,5 tapones por partido.
Debutó finalmente en la NBA el 21 de enero de 2009, en un partido ante Detroit Pistons disputado en The Palace of Auburn Hills.
El 9 de julio de 2009, fue traspasado a Dallas Mavericks, formando parte de un intercambio entre cuatro equipos. El 20 de octubre de 2009 fue enviado a Minnesota Timberwolves a cambio de una segunda ronda condicional del draft de 2012.
Llegó a participar en un total de 38 partidos con la camiseta de los Timberwolves en los que promedió 3,2 puntos y 2,7 rebotes. Posteriormente fue enviado a los Sioux Falls Skyforce de la liga de desarrollo de la NBA donde jugó 7 partidos con medias de 8 puntos y 3,7 rebotes.

### Europa
En agosto de 2010 se confirmó su fichaje por el Partizan de Belgrado de la liga serbia.
En 2011 firma con el UNICS Kazán de la liga rusa.
El 18 de julio de 2012 firmó un contrato por una temporada con el Regal F. C. Barcelona, en un inicio se especuló que sería una incorporación solo para jugar la Euroliga (por el tema de cupos de jugadores extracomunitarios de la ACB), aunque finalmente disputó ambas competiciones.

## Selección nacional
Representó a su país en el Campeonato Mundial de Baloncesto Sub-21 Masculino de 2005.
Posteriormente disputó con la selección de baloncesto de Australia el Campeonato Mundial de Baloncesto de 2014 y las ediciones de 2009 y 2015 del Campeonato FIBA Oceanía.

#### Estadísticas

##### Temporada regular
| Año     | Equipo    | PJ | PT | MPP  | %TC  | %3P  | %TL  | RPP | APP | ROB | TPP | PPP |
| ------- | --------- | -- | -- | ---- | ---- | ---- | ---- | --- | --- | --- | --- | --- |
| 2008–09 | Toronto   | 6  | 0  | 3.2  | .250 | .000 | .000 | .3  | .0  | .0  | .0  | .3  |
| 2009–10 | Minnesota | 39 | 2  | 10.6 | .441 | .000 | .684 | 2.7 | .6  | .3  | .2  | 3.2 |
| Total   |           | 45 | 2  | 9.6  | .435 | .000 | .684 | 2.4 | .5  | .2  | .2  | 2.8 |